# Tetracme quadricornis
Tetracme quadricornis är en korsblommig växtart som först beskrevs av Christian Friedrich Stephan, och fick sitt nu gällande namn av Aleksandr Andrejevitj Bunge. Tetracme quadricornis ingår i släktet Tetracme och familjen korsblommiga växter. Inga underarter finns listade i Catalogue of Life.